# DKDA
DKDA, sueños de juventud es una telenovela mexicana escrita por Susan Crowley, dirigida por Benjamín Cann y producida por Luis de Llano Macedo para Televisa en 1999 y 2000. Tiene como protagonistas a Jan y Litzy (quien después es reemplazada por Andrea Torre); como protagonistas adultos tuvo a Eugenia Cauduro, María Sorté y Otto Sirgo, y las participaciones antagónicas de Nora Salinas, Luis Gatica, Alessandra Rosaldo, Yessica Salazar y José Suárez.
Este proyecto fue concebido inicialmente como una dramatización de la historia del grupo Timbiriche, quienes se habían reunido exitosamente para una gira en 1999 y 2000. La idea no se concretó, y la decisión fue crear un grupo ficticio que ocupase el lugar de Timbiriche dentro de la trama.

## Argumento
DKDA es un grupo de 7 jóvenes artistas que llevan diez años de éxito en los escenarios. Rodrigo, Brenda, Axel, Mateo, Camila, Regina y Karla, como han convivido tanto tiempo se han llegado a considerar una familia, y gracias a Eduardo Arias, padre de Rodrigo y Angela, esposa de Eduardo y madrastra de Rodrigo, han librado los obstáculos que se han interpuesto en su carrera y mantenerse en la fama.
Siempre están acompañados por Raúl, hermano de Eduardo y tío de Rodrigo, quien trabaja con el grupo como encargado de seguridad, está enamorado de Angela, quien era su novia antes de presentarla a Eduardo, y Karla se siente atraída por Raúl, pero desconoce su verdadera personalidad.
Laura es una joven fanática del DKDA y con Rita, su madre han seguido la trayectoria del grupo. Para Laura, Rodrigo es una ilusión de amor, imposible de alcanzar, pero por el que vale la pena seguir soñando. Para Rita, la posibilidad de que Laura conquiste algún día su sueño, es como vivir en su hija lo que ella nunca pudo realizar. Debido a esto la apoya y motiva con entusiasmo para que siga la trayectoria de DKDA. 
Laura logra por primera vez tener contacto con Rodrigo y el grupo. A partir de ahí, se convierte en su fan número uno. La presencia de Laura en la vida del grupo es una constante: para ella el amor por Rodrigo va creciendo en la misma medida en que se le escapa. Rodrigo ama a Brenda sin sospechar que ella lo utiliza como un peldaño en su carrera. A pesar de la presencia de Laura, como amiga fiel de Rodrigo se termina convirtiendo en el eje de su vida, pero la decepción que sufre al saber que es utilizado por Brenda desencadena en tragedia.
A partir de eso, Laura demostrará que el amor que siente por Rodrigo es sincero y va más allá de cualquier impedimento físico, por lo que luchará para rehabilitarlo, aceptando su discapacidad y acompañándolo en los momentos de soledad y desconsuelo. Rodrigo se dará cuenta que Laura estará siempre a su lado. Uno de los grandes fracasos de Rodrigo será reconocer que Brenda jamás lo quiso.
El matrimonio de Ángela y Eduardo entra en crisis por la llegada de Leticia, una modelo decadente y con su carrera muerta, quien busca quedarse con Eduardo y su emporio de producción, sin importarle en asesinar a Ángela.
Pablo, el hermano de Laura, es un chavo muy problemático, a pesar de que está siempre consentido por su madre Rita. Él se vuelve chofer de Brenda y al mismo tiempo son cómplices y amantes. Siempre ayuda a Brenda en todos sus planes, pero Pablo también se dedica a robar, y al consumo y tráfico de drogas.

## Elenco
- Litzy - Laura Martínez (#1) (Capítulos 1-65)
- Andrea Torre - Laura Martínez (#2) (Capítulos 66-115)
- Jan - Rodrigo Arias
- Alessandra Rosaldo - Brenda Sakal
- Otto Sirgo - Eduardo Arias
- Eugenia Cauduro - Ángela Rey de Arias / Kara Giacometti
- María Sorté - Rita Martínez
- Nora Salinas - Leticia del Rosal
- Luis Gatica - Raúl Arias
- Patricio Borghetti - Axel Harris
- Sharis Cid - Karla Rincón
- Ernesto D'Alessio - Mateo D'Avila
- Veronica Jaspeado - Camila Saldívar
- Paola Cantú - Regina Salas
- José Suárez - Pablo Martínez
- Macaria - Prudencia Rincón
- Luis Ernesto Cano - Tino Ventura
- Orlando Miguel - Jerónimo Gutiérrez Rivera
- Cecilia Toussaint - Lola Saldívar
- Mauricio Barcelata - Andrés Sánchez
- Riccardo Dalmacci - Néstor Giacometti
- Archie Lanfranco - Iván
- Lourdes Munguía - Luísa del Rincón Insuaín
- Luis Gimeno - Jorge Rey
- Yessica Salazar - Christi Borgoña
- Ilan Arditti - Patricio
- Maki - Sandra
- Michel Brown - David
- Milton Cortez - Ramón
- José Luis Cordero "Pocholo" - Librado
- Marco Uriel - Fernando Insuaín
- Esther Rinaldi - Sofía
- Jacqueline Voltaire - Jackie
- Amparito Arozamena - Carmelita
- Arsenio Campos - Felipe
- Sergio Sánchez - Sergio
- Cecilia Gutiérrez - Perla (conductora del programa Vibra W)
- Olivia Robles - Chantal
- Alfredo Adame - Plomero
- Dulce María - Mary Cejitas
- Mauricio Islas - Él mismo/Conductor
- Ivonne Montero - Ella misma
- Adal Ramones - Él mismo
- Innis - Él mismo
- Adolfo Ángel - Él mismo
- Gustavo Ángel - Él mismo
- Aitor Iturrioz - Él mismo
- Ramiro Torres - Conductor Mirim / Rodrigo Arias (niño)
- Fátima Torre - Karla Rincón (niña)
- Constanza Mier - Camila Saldívar (niña)
- Gisella Aboumrad - Begoña Rodríguez
- Alan Ledesma - Joaquín
- Martha Cristiana - Conductora
- Dolores Salomón "Bodokito" - Vecina [1]
- Mónica Panini - Asistente en el aeropuerto / Oficial de justicia
- Adalberto Martínez "Resortes"
- Karen Juantorena
- Marlene Favela - Gina
- Niurka Marcos - Perla
- Yuliana Peniche - Jessica
- Anna Sobero

## Equipo de producción
- Historia original y adaptación: Susan Crowley
- Tema musical: Ámame como soy
- Autores: Marco Flores, Gerardo Flores
- Intérprete: DKDA
- Edición Videoclips: Juan Alfredo Villareal
- Edición: Alfredo Sánchez
- Ambientación: Leticia Rivera Moguel
- Escenografía: Ángeles Márquez
- Dirección de cámaras en locación: Juan José Cruz
- Dirección de cámaras en foro: Rubén Barajas
- Director de escena en locación: Arturo García Tenorio
- Director de escena: Benjamín Cann
- Productor asociado: Marco Flavio Cruz
- Productor ejecutivo: Luis de Llano Macedo

## Banda sonora
La telenovela sacó un CD con las canciones usadas en ésta e interpretadas por los mismos actores que protagonizan DKDA: Jan, Litzy, Alessandra Rosaldo, Patricio Borghetti, Ernesto D'Alessio, Verónica Jaspeado y Paola Cantú.
1. Ámame como soy (en vivo) - DKDA
2. No me limites - DKDA
3. La fuerza del amor - Jan, Alessandra Rosaldo y Ernesto D'Alessio
4. Momento - Alessandra Rosaldo
5. No se me pega la gana - Patricio Borghetti
6. Creer en ti - Jan, Patricio Borghetti, Veronica Jaspeado y Ernesto D'Alessio
7. El uno para el otro - Ernesto D'Alessio
8. Llega la vida - Litzy
9. DKDA - Jan, Alessandra Rosaldo y Ernesto D'Alessio
10. Jóvenes como tú - Alessandra Rosaldo
11. Agridulce amor - Jan
12. Pólvora mojada - Verónica Jaspeado
13. Creo en tu amor - Jan
14. Caminando entre nubes - Paola Cantú
15. Soy tuya - Litzy

## Premios y nominaciones

### Premios TVyNovelas 2000
| Categoría               | Nominado(a)        | Resultado |
| ----------------------- | ------------------ | --------- |
| Mejor debutante del año | Alessandra Rosaldo | Ganadora  |